# Mohieddin Fikini
Mohieddin Fikini, född 10 mars 1925, död 9 juli 1994, var Libyens premiärminister mellan 19 mars 1963 och 22 januari 1964, det vill säga under tiden då landet var en monarki. Han var även utrikesminister samtidigt som han var premiärminister. Under hans tid som regeringschef fick kvinnorna rösträtt 1963 och landets federala struktur avvecklades, varvid Libyen blev en enhetsstat.